# Ambriso
Ambriso o Ambroso era una polis dell'antica Grecia ubicata nella Focide.

## Storia
Pausania, la ubicava a sessanta stadi da Estiri, alle falde del monte Parnaso, dall'altro lato di Delfi, e raccoglie la tradizione che era stata fondata da un eroe di nome Ambroso. Al tempo della guerra contro i macedoni esistevano due cinte murarie costruite dai tebani. Esisteva anche una piccola agorà con statue di pietra, la maggior parte dei quali erano rotte.
Si trovava nella zona meridionale della Focide, ai confini del territorio di Parapotamio e viene localizzata nell'attuale Distomo.